# Seututie 724
Pour les articles homonymes, voir Route 724.
La route régionale 724 (finnois : Seututie 724) est une route régionale allant de Vaasa à Replot en Finlande.

## Description
La route régionale 724 est une route régionale d'une longueur de 21 kilomètres.
Le pont de Replot fait partie de la route régionale 724.